# Римска курија
Римска курија (лат. Curia Romana) је административни апарат Свете столице. Она представља скуп централних надлештава која помажу папи у вршењу његове службе.
Надлештва која се налазе под јурисдикцијом Ватикана нису дио Римске курије.

## Јурисдикција
Римска курија је главни административни орган Свете столице и цијеле Католичке цркве. Засебна надлештва Римске курије, у име папе, претресају све проблеме, разматрају предлоге, апелације, жалбе и молбе које се упуте на адресу Свете столице, доносе наредбе, одлуке и пресуде, иницирају разне ствари итд. У саставу Римске курије, поред административних органа, налазе се и црквени судови који доносе пресуде по црквеним преступима.

## Структура
- Државни секретаријат Свете столице
  - Одсјек општих послова
  - Одсјек за односе с државама

### Конгрегације
- Конгрегација за доктрину вјере
- Конгрегација за бискупе
- Конгрегација за Источну цркву
- Конгрегација за клир
- Конгрегација за редовнике и свјетовне институте
- Конгрегација за јеванђелизацију народа — тзв. Пропаганда
- Конгрегација за култ и сакраменте
- Конгрегација за светитељске каузе
- Конгрегација за католички одгој

### Папска вијећа
- Папско вијеће за лаике
- Папско вијеће за јединство хришћана
- Папско вијеће за породицу
- Папско вијеће за правду и мир
- Папско вијеће
- Папско вијеће за душебрижништво миграната и путника
- Папско вијеће за тумачење законских прописа
- Папско вијеће за међурелигијски дијалог
- Папско вијеће за културу
- Папско вијеће за масовне комуникације

### Црквени судови
- Апостолска покорничарна
- Врховни суд Апостолске сигнатуре
- Апостолски суд Римске роте

### Папске комисије
- Папска комисија за културну баштину Цркве
- Папска комисија
- Папска комисија за сакралну археологију
- Папска библијска комисија
- Међународна теолошка комисија
- Међудикастеријска комисија за катехизам Католичке цркве
- Папска комисија за Латинску Америку
- Дисциплинарна комисија Римске курије
- Папска комисија за послове државе-града Ватикана

### Друга надлештва
- Апостолска комора
- Синод бискупа
- Управа за наслијеђе Свете столице
- Префектура за економске послове Свете столице
- Швајцарска гарда
- Канцеларија за рад Свете столице
- Папске академије